# Lockhart Creek Park
Lockhart Creek Park är en park i Kanada.   Den ligger i provinsen British Columbia, i den södra delen av landet, 3 100 km väster om huvudstaden Ottawa. Lockhart Creek Park ligger 1 620 meter över havet.
Terrängen runt Lockhart Creek Park är bergig västerut, men österut är den kuperad. Terrängen runt Lockhart Creek Park sluttar västerut. Runt Lockhart Creek Park är det mycket glesbefolkat, med 2 invånare per kvadratkilometer..
I omgivningarna runt Lockhart Creek Park växer i huvudsak barrskog.